# آمبروسیا میل (آریزونا)
آمبروسیا میل (به انگلیسی: Ambrosia Mill) یک منطقهٔ مسکونی در ایالات متحده آمریکا است که در آریزونا واقع شده‌است. آمبروسیا میل ۶۷۴ متر بالاتر از سطح دریا واقع شده‌است.